# واکنش کانیزارو
واکنش کانیزارو(به انگلیسی: Cannizzaro reaction) یک واکنش اکسایش و کاهش آلی است که طی آن دو مولکول آلدهید با یکدیگر واکنش داده و تولید یک الکل نوع اول و یک کربوکسیلیک اسید تولید می‌کند. این واکنش در حضور یک باز معدنی مانند سدیم هیدروکسید انجام پذیر است. این نام واکنش به افتخار کاشف آن یعنی استانیسلاو کانیزارو که شیمیدانی ایتالیایی بود نامگذاری شده است.

## سازوکار
سازوکار این واکنش به شکل زیر است: